# Euphorbia whyteana
Euphorbia whyteana là một loài thực vật có hoa trong họ Đại kích. Loài này được Baker f. mô tả khoa học đầu tiên năm 1894.